# Monique Fuentes
Monique Fuentes (Cali, 28 de julio de 1968), nombre artístico de Mónica Franco, es una actriz pornográfica y modelo erótica colombiana.